# 코레아노사우로푸스
코레아노사우로푸스(Koreanosauropus)는 대한민국에서 발굴된 이구아노돈과 공룡의 발자국 화석이다.

## 종
- 코레아노사우로푸스 정기(K. cheongi) : 1986년에 부산대학교 김항묵 교수가 기재하였다. 기재 당시 학명은 고성고사우리푸스(Goseongosauripus)였으며, 나중에 지금의 학명이 되었다.
- 코레아노사우로푸스 김이(K. kimi) : 1993년에 김항묵 교수가 기재하였다. 기재 당시 학명은 고성고사우리푸스 오뉘키온(Koseongosauripus onychion[2])이었으며, 나중에 지금의 학명이 되었다. 경상남도 고성군 하이면 덕명리의 화석산지와 경상북도 의성군 금성면 제오리의 화석산지에서 발굴되었으며, 고성룡 또는 발톱고성룡이라고도 한다.[3][4]